# Boulevard Ornano (Saint-Denis)
Pour les articles homonymes, voir Boulevard Ornano.
Le boulevard Ornano est une voie de communication de Saint-Denis.

## Situation et accès

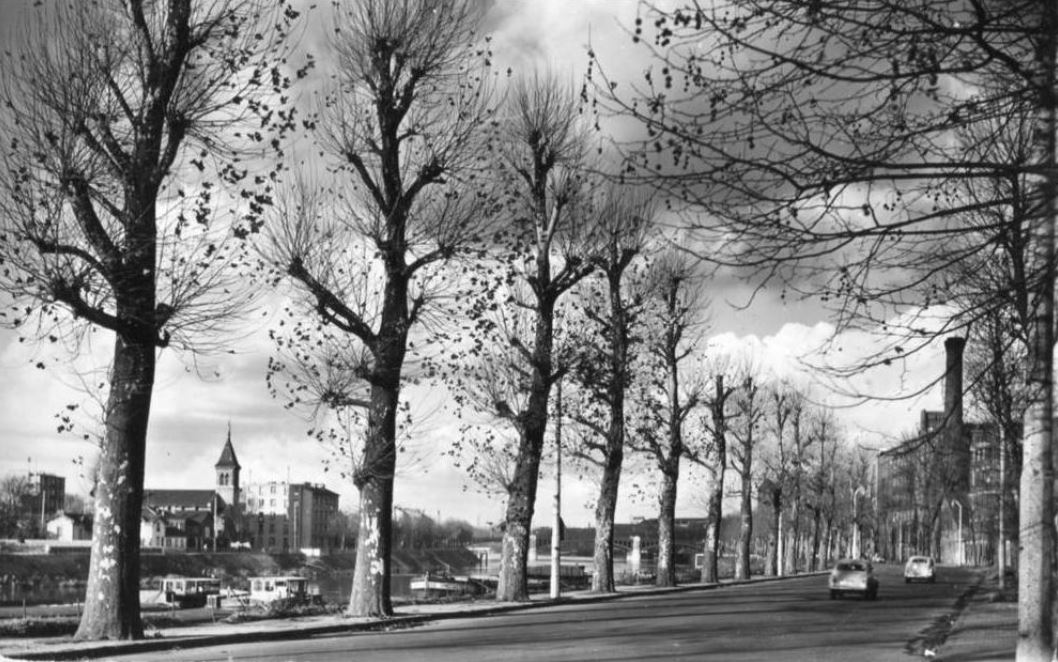
Ancienne partie du boulevard Ornano, le long de la Seine, maintenant boulevard de la Libération.

Le boulevard Ornano débute sur la rue du Landy et est dans la continuité de l'avenue Michelet à Saint-Ouen-sur-Seine.
Les voies traversées sont, du nord au sud:
- Rue Francisque-Poulbot, route départementale D 410
- Rue de la Torpedo
- Rue de Tunis
- Place de la Berline
- Rue des Renouillères

## Origine du nom

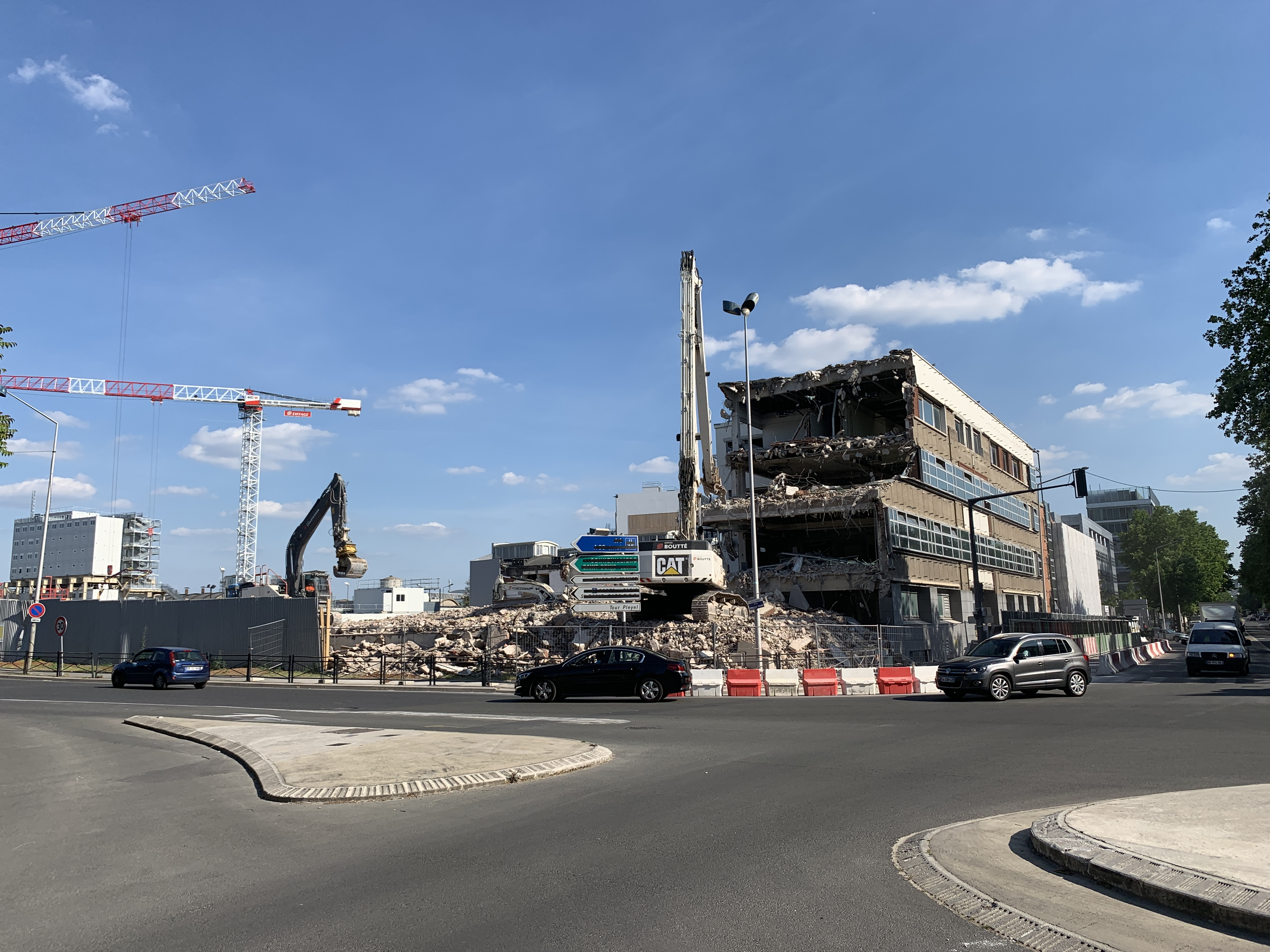
Démolition d'un bâtiment à l'angle du boulevard Ornano et de la rue Francisque-Poulbot.

Il porte le nom du maréchal d'Empire Philippe Antoine d'Ornano (1784-1863), cousin de l'empereur Napoléon Ier.

## Historique

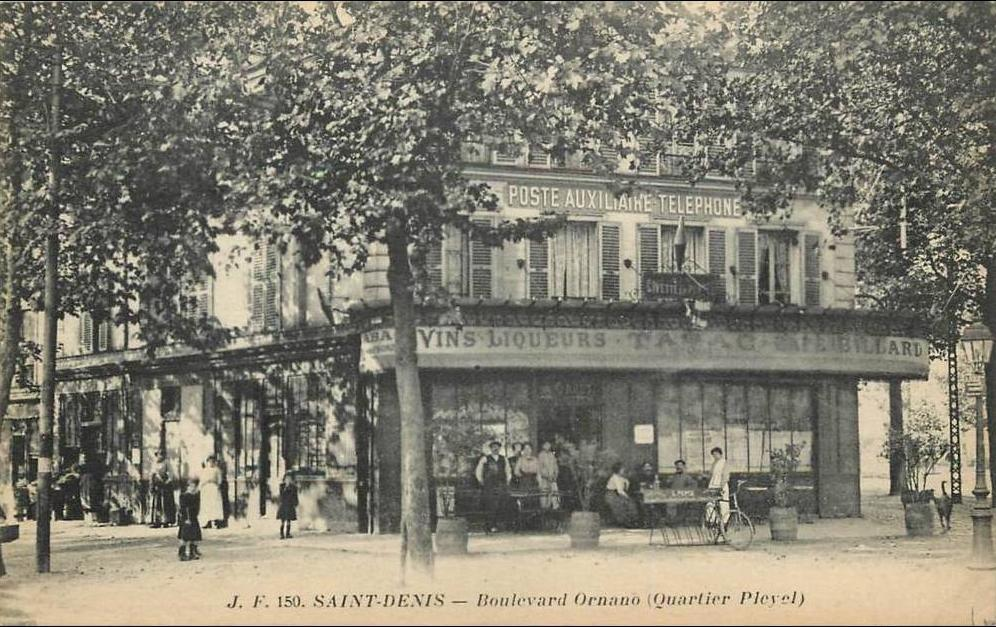
Boulevard Ornano et quartier Pleyel, au début du XXe siècle.

Il porte ce nom depuis 1854. Son tracé est suivi par la route nationale 14.
Le boulevard Ornano débouchait historiquement sur le carrefour Pleyel et était prolongé par l'actuel boulevard de la Libération. Cette continuité fut interrompue avec la nouvelle configuration du carrefour à la fin des années 1990, et à la suite de l'aménagement du contournement du quartier (rue du Docteur-Finot puis rue Francisque-Poulbot).

## Bâtiments remarquables et lieux de mémoire

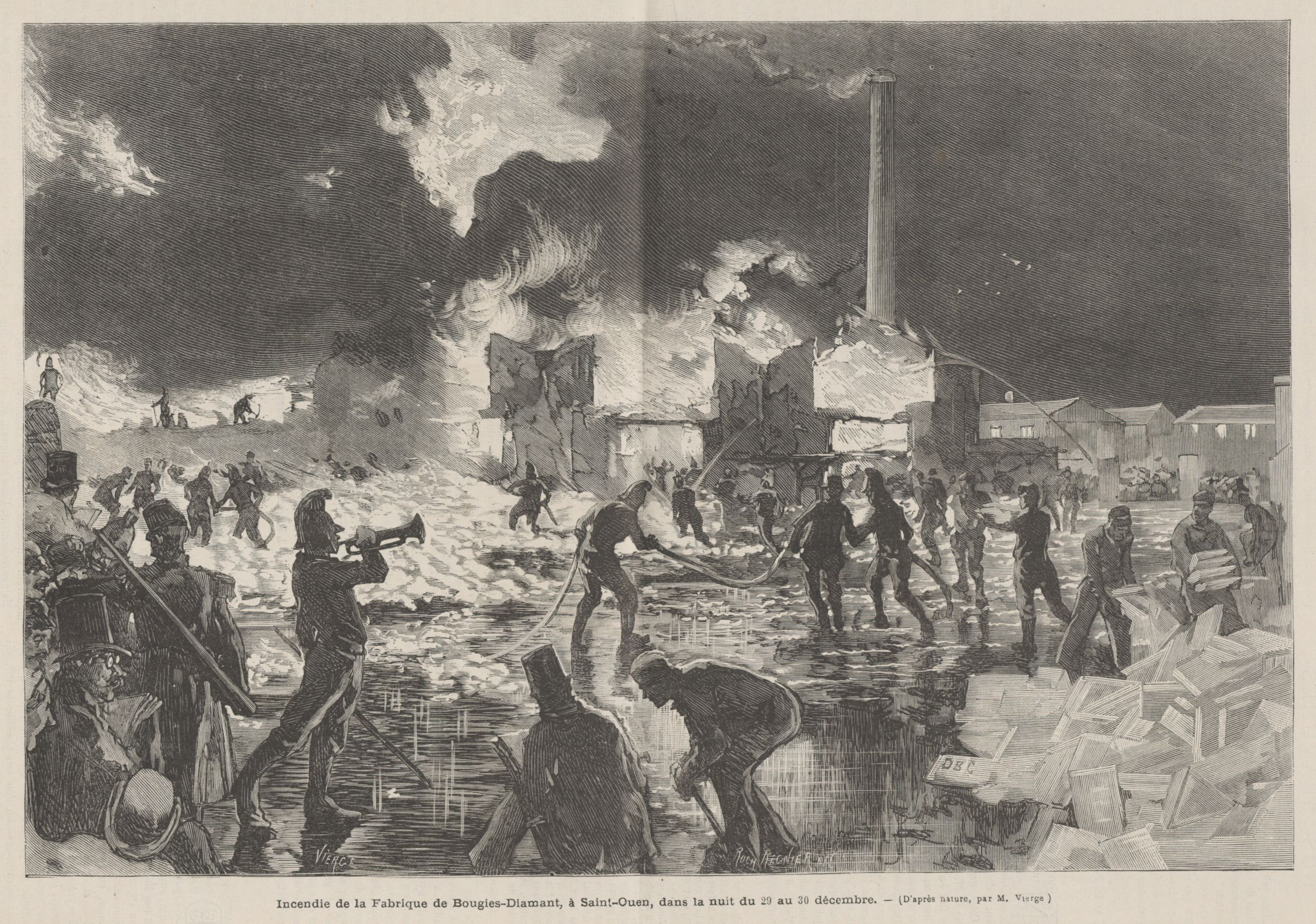
Incendie de la Fabrique de Bougies-Diamant, à Saint-Ouen, dans la nuit du 25 décembre 1876.

- Le 25 décembre 1876 y eut lieu l'incendie de la fabrique des Bougies-Diamant, propriété de MM. Delapchier et Butet, qui défraya la chronique[3],[4]. Cette partie du boulevard se trouvait alors sur le territoire de Saint-Ouen. La société fut plus tard absorbée par la Stéarinerie française[5].
- Emplacement de l'usine de construction des automobiles Hotchkiss, actuellement centre d'affaires Axe Pleyel[6].
- Tour Pleyel, construite de 1969 à 1973.
- Station de métro Saint-Denis Pleyel.